# Anna Pjatych

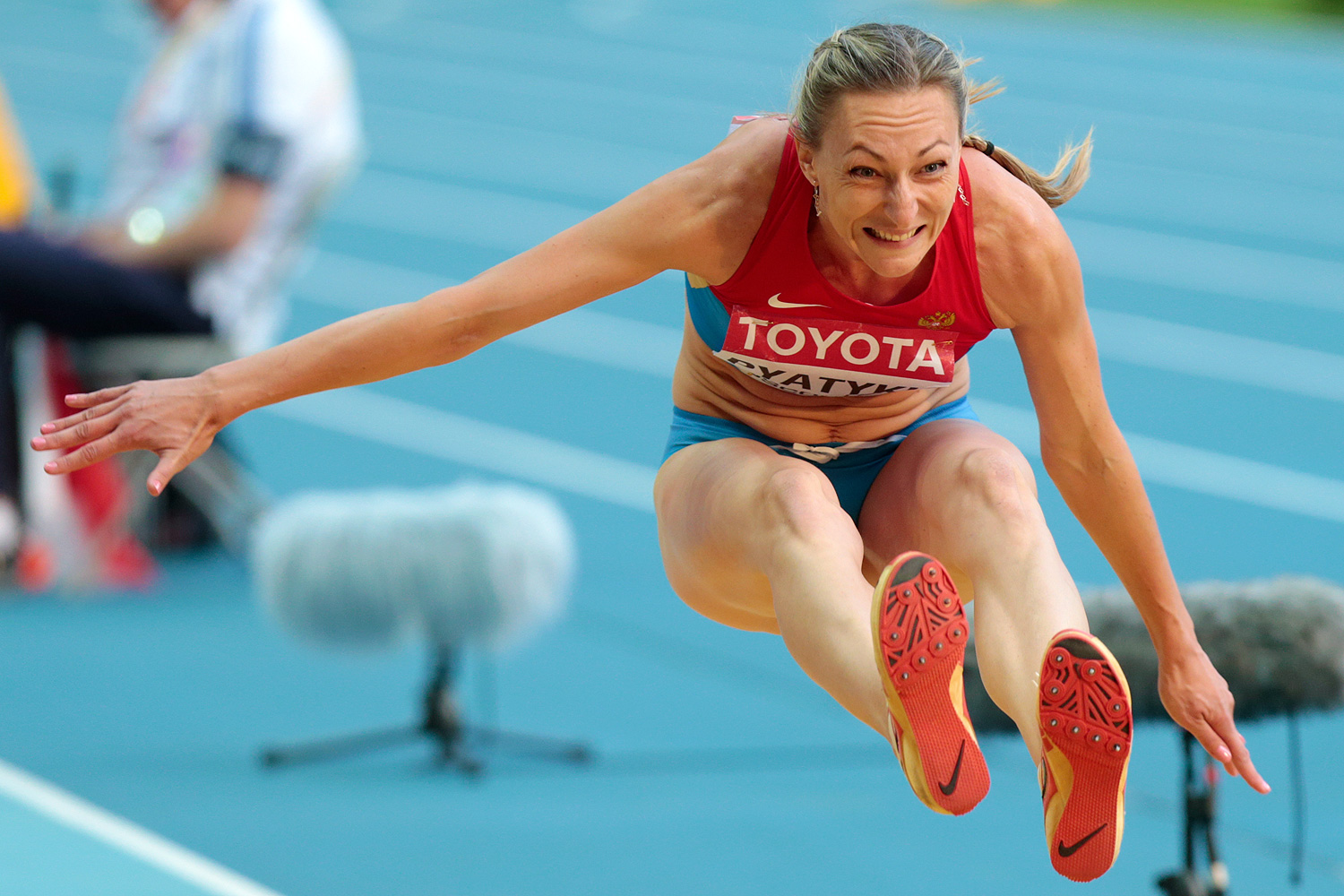
Anna Pjatych

Anna Viktorovna Pjatych, ryska: Анна Викторовна Пятых, född 4 april 1981, Moskva, Ryska SSR, Sovjetunionen är en rysk friidrottare (tresteg och längdhopp).
Pjatych har haft sina största framgångar i tresteg. År 2000 blev Pjatych tvåa vid junior-VM i friidrott och vid VM i Paris 2003 slutade hon precis utanför medaljplats på en fjärde plats. Vid OS 2004 räckte hennes hopp på 14,79 bara till en åttonde plats i finalen. Vid VM i Helsingfors 2005 slutade Pjatych på medaljplats och tog bronset. 
År 2006 blev ett lyckosamt år med silver inomhus vid VM och brons utomhus vid EM i Göteborg. Vid EM-tävlingen satte hon sitt nuvarande personliga rekord på 15,02.
Pjatych deltog även vid VM 2007 i Osaka där hon slutade fyra. Vid Olympiska sommarspelen 2008 räckte hennes 14,73 bara till en åttonde plats. Hon slutade emellertid 2008 med att vinna guld vid IAAF World Athletics Final i Stuttgart.
Hon deltog vid VM 2009 där hon trots att hon bara hoppade 14,58 meter bli bronsmedaljör. 